# Delmar (Iowa)
Delmar is een plaats (city) in de Amerikaanse staat Iowa die deel uitmaakt van Bloomfield Township en bestuurlijk gezien valt onder Clinton County.

## Demografie
Bij de volkstelling in 2000 werd het aantal inwoners vastgesteld op 514. In 2006 is het aantal inwoners door het United States Census Bureau geschat op 490, een daling van 24 (-4,7%).

## Geografie
Volgens het United States Census Bureau beslaat de plaats een oppervlakte van 2,0 km², geheel bestaande uit land.

## Plaatsen in de nabije omgeving
De onderstaande figuur toont nabijgelegen plaatsen in een straal van 20 km rond Delmar.